# Crucifixió de Crist (Retaule de María de Aragón)
La Crucifixió de Crist és una obra d'El Greco, realitzada a l'oli sobre tela entre el 1597 i el 1600, durant el seu últim període toledà. S'exhibeix en una de les sales del Museu del Prado a Madrid.
És possible que procedeixi del conjunt pintat del retaule per a l'església d'un seminari agustinià de Madrid, conegut com el «Col·legi de Doña María de Aragón». El Greco es va comprometre l'any 1596, a realitzar el retaule de l'església del col·legi de Doña María de Aragón. El nom popular del seminari al·ludeix a María de Aragón, la mecenes que va pagar les obres. El Greco va rebre l'encàrrec del Consell de Castella, que s'havia fet càrrec de les obres després de la mort de doña María. Existeixen documents que atesten que havia de realitzar-se en tres anys i es va valorar el treball en alguna cosa més de seixanta-tres mil rals, el preu més alt que va aconseguir a la seva vida. Tanmateix no hi ha referències del nombre de quadres que ho formaven, ni de l'estructura del retaule, ni de la temàtica tractada.

## Tema de l'obra
La Crucifixió de Jesús és un episodi cabdal del cristianisme, i per aquest motiu es troba molt detallat als quatre evangelis canònics : Mateu 27:33-44; Marc 15:22-32; Lluc 23:33-43; Joan 19:17-30.［Mc 15:22-32］ ［Lc 23:33-43］［Jn 19:17-30］［Mt 27:33-44］

## Anàlisi de l'obra
La Crucifixió és un llenç on El Greco s'aparta dràsticament de les pròpies representacions d'aquesta temática, que figuraven un Crist encara viu, curvant-se gràcilment, sense exhibir dolor i gairebé sense sang. En aquesta obra, el mestre cretenc adopta uns trets gairebé medievals, que no es poden explicar només per les meditacions d'Alonso de Orozco, qui no es va referir mai a la presència de Maria Magdalena ni de l'àngel recollint la sang de Jesús. Possiblement, El Greco va haver de seguir estretament les instruccions dels comitents d'aquesta obra.
La composició és d'un gran estatisme, tots els moviments són pausats, i només hi ha un lleu ritme circular entre els àngels i la Magdalena. Tots els elements condueixen a la figura de Jesús, que apareix violentament il·luminada i modelada sobre la negror del fons. Tant l'altíssima Creu com les allargades figures de la Verge Maria i de Joan Evangelista donen a la composició un ritme ascensional, que troba un contrapès en els allargats braços del Crucificat.
El Greco mostra un gran equilibri en la distribució del color: la Verge vesteig de verd i vermell fosc, Sant Joan de vermell clar i verd, la Magdalena de blau neutre, l'àngel escorçat de color groc verdós, i els dos que recullen la sang de Crist, de vermell i groc. Aquesta combinació de colors està destinada a remarcar la incipient lividesa de Crist, que està al centre d'aquestes figures.
Tanmateix, segons Harold Wethey, aquesta Crucifixió no procedeix del "Retaule del Col·legi de Doña María de Aragón", sinó de la Iglesia de los Jesuitas de Toledo. Aquest autor li dona el nº. 75 en el seu Catàleg Comentat d'obres d'El Greco, i en considera del Tipus-II dins de l'apartat de les "Crucifixions" realitzades per aquest artista.

## Altres llenços d'aquest retaule
- L'Adoració dels pastors (Retaule de María de Aragón)

- El Baptisme de Crist (Retaule de María de Aragón)
- La Resurrecció (Retaule de Maria de Aragón)
- L'Anunciació (Retaule de María de Aragón)
- La Pentecosta (Retaule de María de Aragón)

## Retaule de donya María de Aragón
Al següent enllac hom trobarà complida informació sobre el retaule del qual suposadament formava part aquest llenç:
- Retaule de donya María de Aragón